# Mark Hoppus
Mark Hoppus, ameriški glasbenik, * 15. marec 1972, Ridgecrest.
Mark Allan Hoppus (rojen 15. marca leta 1972) je Ameriški glasbenik. Je član pop punk benda Blink-182 in alternativnega rock benda +44. Pri obeh skupinah igra na bas kitaro in poje vokal.
Mark Hoppus se je rodil v Ridgecrestu, Kaliforniji na 15. marca leta 1972. Njegov oče je Tex Hoppus, mami pa je ime Connie. Mama ga opisuje kot veselega, pametnega in občutljivega otroka. Hoppus je preživel svoje otroštvo v majhnem mestu Ridgecrest, dokler se njegova starša nista ločila. Mark se je s svojim očetom preselil v Monterey.
Ko je bil star 15 let je dobil svojo prvo bas kitaro za darilo od očeta. Hoppus se je sam naučil igrati. Njegovi naj bendi so bili The Descendents, The Cure in Bad Religion.
Mark se je po nekaj let izven Washington D.C. vrnil nazaj v Ridgecrest.
Po letu 1990 je s Scottom in Tomom ustanovil skupino po imenu Blink-182.
1. ↑  Person Profile // Internet Movie Database — 1990.